# Hamed Koné
Ben Hamed Koné (Abidjan, 2 novembre 1987) è un ex calciatore ivoriano, di ruolo centrocampista.

## Caratteristiche tecniche
È un trequartista.

## Carriera
Nella stagione 2015-2016 ha disputato 30 partite in Liga I con la maglia del Voluntari.

## Palmarès

### Club

#### Competizioni nazionali
- Campionato kosovaro: 1

Feronikeli: 2018-2019
- Coppa del Kosovo: 1

Feronikeli: 2018-2019